# Berserk and the Band of the Hawk
Berserk and the Band of the Hawk (яп. ベルセルク無双 Бэрусэруку Мусо) — компьютерная игра в жанрах ролевого боевика и hack and slash, разработанная японской компанией Omega Force и изданная Koei Tecmo 27 октября 2016 года. Основана на манге Кэнтаро Миуры «Берсерк». Является спин-оффом серии Dynasty Warriors.

## Игровой процесс
В игре предусмотрено 3 режима: сюжетный, где выбор персонажа ограничен, как правило, Гатсом; свободный (Гатс, Гриффит, Каска, Джудо, Серпико, Ширке, Зодд, Вьяльд) и бесконечное затмение в стиле beat ’em up. Русский язык не поддерживается.
Стандартный уровень однообразен и предлагает простые задачи: уничтожить всех врагов и достичь контрольной точки. Сложность заключается в управлении, которое ориентировано на геймпад, а также количестве противников. Гатс должен истреблять безликие толпы врагов со слабой защитой и мини-боссов — «командиров пехоты». Если в манге герой сражался со 100 воинами, то здесь количество убийств может быть более 5000 (в Steam существуют достижения 10000 и даже 100000). В состоянии берсерка можно бороться даже с Грюнбельдом и Императором Ганишкой.
Между миссиями идут кат-сцены, взятые из аниме-трилогии «Берсерк. Золотой век». Другие видео показывают арки «Чёрный мечник», «Осуждение» и «Ястреб тысячелетней империи». Многие ключевые для понимания вещи излагаются простым текстом на экране загрузки или вынесены в отдельную от основного режима энциклопедию.
Ключевые улучшения доступны строго по сюжету, за прохождение некоторых миссий выдаётся бехелит, открывающий изображения в галерее. Вне боя можно менять экипировку, а также показатели нападения, защиты и техники владения оружием с помощью найденных магических камней, колец и медальонов.

## Разработка и выпуск
Berserk and the Band of the Hawk впервые была анонсирована 12 июня 2016 года накануне выставки E3. Koei Tecmo объявила, что игра от Omega Force будет издана в Европе 24 февраля 2017 года для PS4, PS Vita и Steam. Тем, кто оформил предварительный заказ на Amazon, Best Buy, EB Games и GameStop, был доступен эксклюзив — 6 костюмов: белый и золотой мечник Гатс, золотой и чёрный ястреб Гриффит, пират и школьница Ширке. Позже вышло загружаемое дополнение — костюмы для Гатса, Каски и Ширке, а также четыре боевые лошади и набор сценариев. Каких-либо исправлений разработчики не обнародовали, несмотря на проблемы с оптимизацией, производительностью и отсутствием поддержки мыши для ПК.

## Отзывы и критика
| Сводный рейтинг       | Сводный рейтинг                        |
| Агрегатор             | Оценка                                 |
| --------------------- | -------------------------------------- |
| GameRankings          | (PS4) 67,47 % (PC) 40 % (PS Vita) 56 % |
| Metacritic            | (PC) 54/100 (PS4) 66/100               |
| OpenCritic            | 67/100                                 |
| «Критиканство»        | 54/100                                 |
| Иноязычные издания    |                                        |
| Издание               | Оценка                                 |
| 4Players              | 7/10                                   |
| Destructoid           | 8/10                                   |
| Famitsu               | 35/40                                  |
| Gameblog              | 5/10                                   |
| GameSpot              | 5/10                                   |
| Hardcore Gamer        | 4,5/5                                  |
| IGN                   | 6,3/10                                 |
| Jeuxvideo.com         | 14/20                                  |
| Push Square           | 6/10                                   |
| The Daily Telegraph   | [ 29 ]                                 |
| Forbes                | 7/10                                   |
| Paste                 | 3,5/10                                 |
| Русскоязычные издания |                                        |
| Издание               | Оценка                                 |
| GameMAG.ru            | 5/10                                   |
| «IGN Россия»          | 4,7/10                                 |
| PlayGround.ru         | 5/10                                   |
| «НИМ»                 | 7/10                                   |

Игра получила преимущественно смешанные отзывы. На сайте-агрегаторе Metacritic версия Berserk and the Band of the Hawk для PlayStation 4 имеет 66 баллов из 100 на основе 53 отзывов от игровых изданий; 54 балла — для версии на PC. Игра также входит в топ 100 самых популярных игр для PS4 в 2017 году, занимая 51 позицию.